# (8256) Шэньчжоу
(8256) Шэньчжоу (лат. Shenzhou) — астероид, относящийся к группе астероидов, пересекающих орбиту Марса. Был открыт 25 октября 1981 года китайскими астрономами в обсерватории Цзыцзиньшань и назван в честь космического корабля «Шэньчжоу». Название присвоено 26 ноября 2004 года, к тому времени приземлился космический корабль «Шэньчжоу-5» с первым тайконавтом КНР Ян Ливэем.

Орбита астероида Шэньчжоу и его положение в Солнечной системе